# Železniční trať Kosovo Polje – Skopje

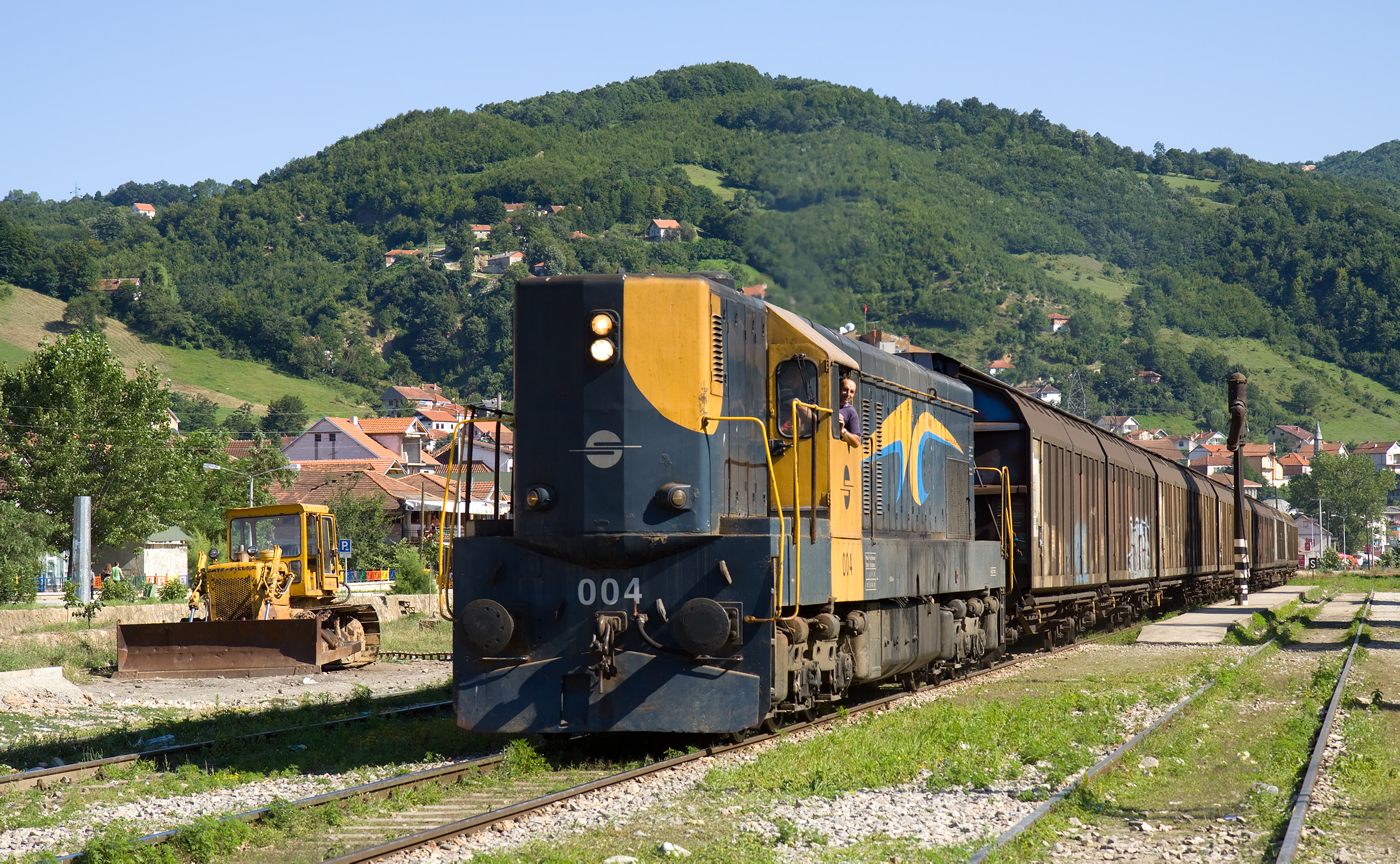
Nákladní vlak v Kačaniku.

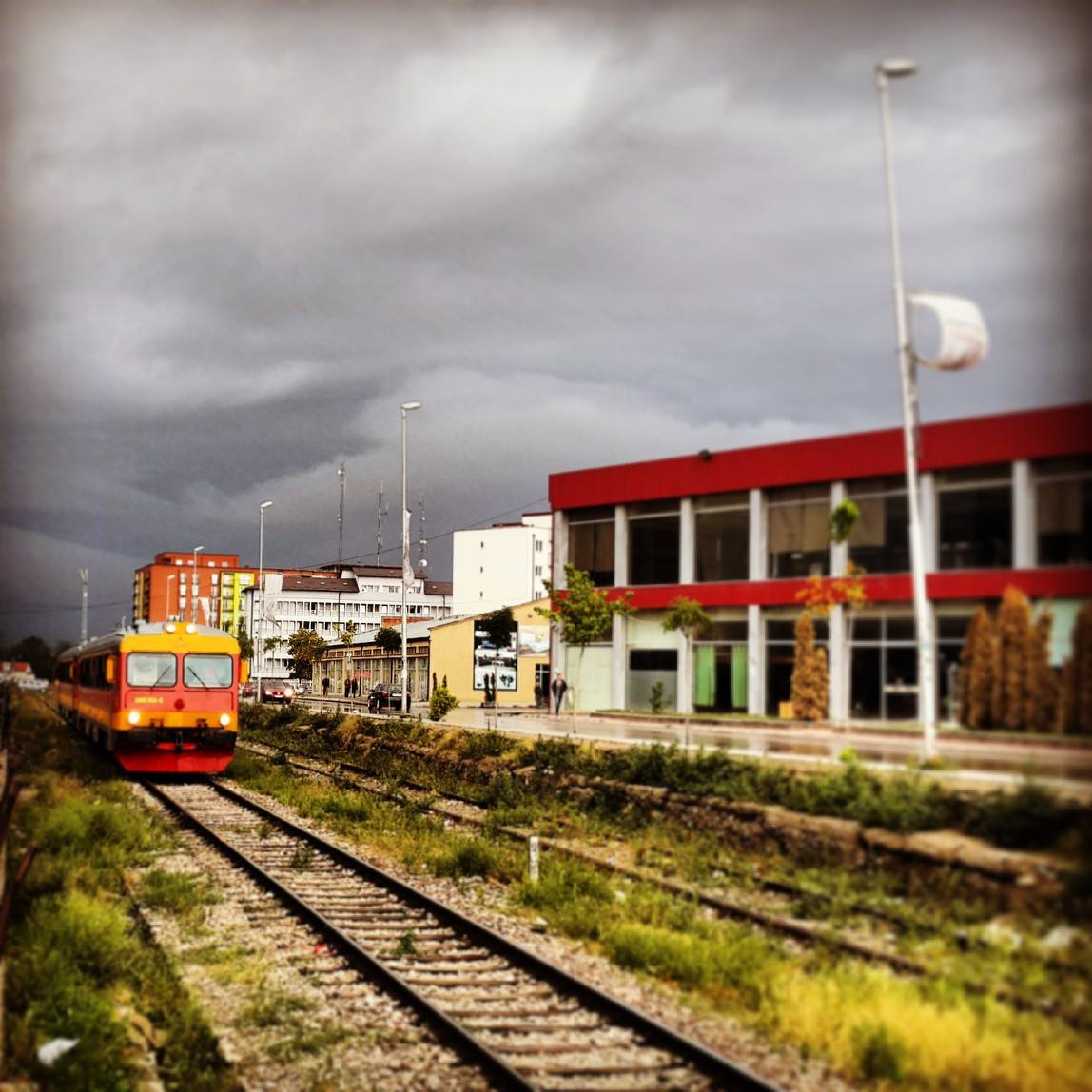
Vlak v Uroševaci.

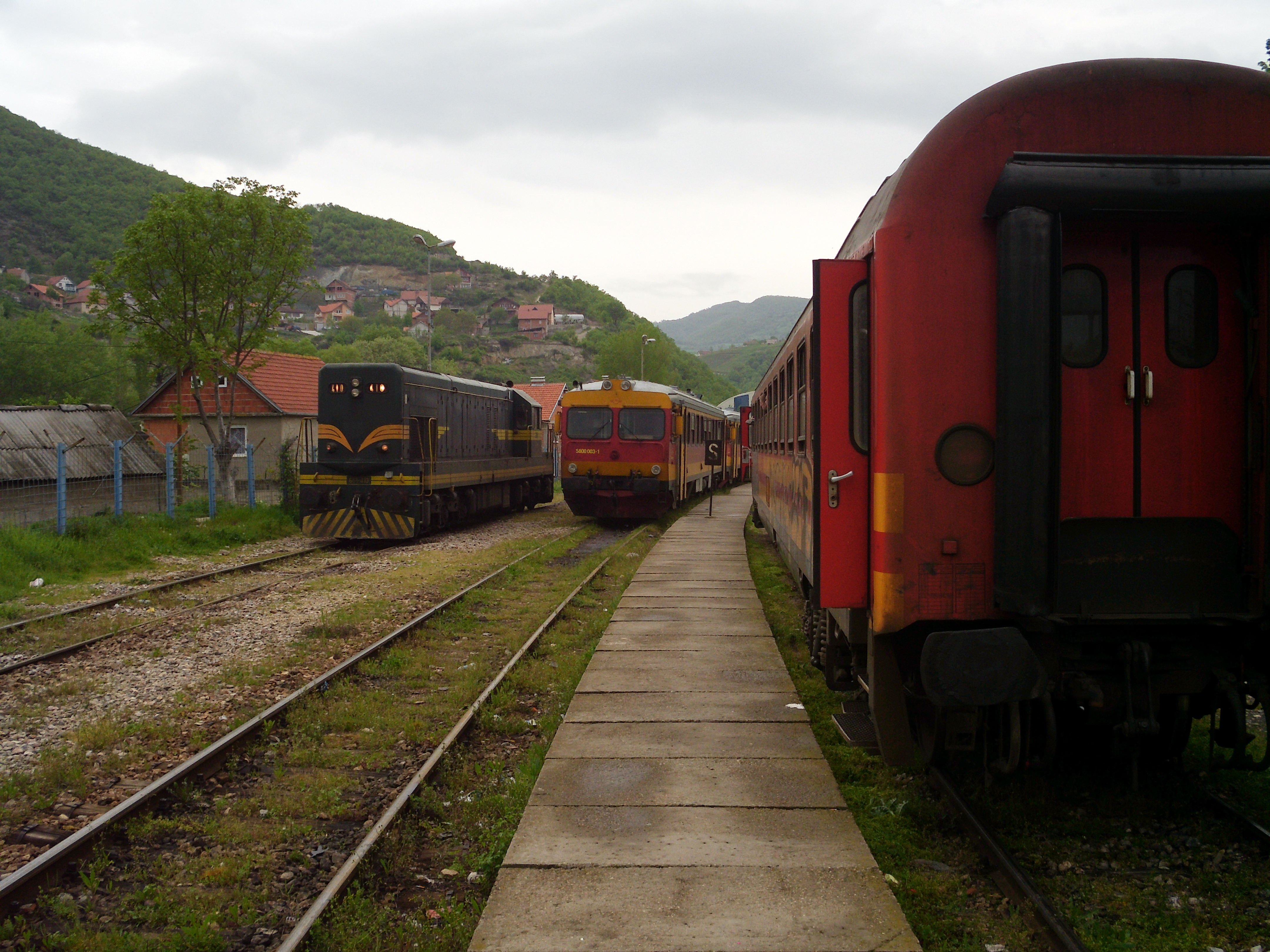
Nádraží Elez Han.

Železniční trať Kosovo Polje–Skopje (albánsky Hekurudha Fushë Kosovë–Shkup, srbsky Железничка пруга–Косово Поље Скопље/Železnička pruga Kosovo Polje–Skoplje, makedonsky Железничка пруга Косово Поље–Скопје) spojuje Kosovo a Severní Makedonii.
Trať je vedena severo-jižním směrem nejprve údolím řeky Nerodimky a později Kačanickou soutěskou z jihu Kosova do severomakedonské metropole. Historicky je známá též jako tzv. Kosovská trať. Na území Kosova je evidována pod číslem 63 a na území Severní Makedonie pod číslem 84.
Trať začala vznikat poté, co ze Soluně dosáhla železnice dnešní severomakedonské metropole Skopje. Stavební práce na trati byly dokončeny v roce 1874, na osmanskou železniční síť byla napojena z jihu. Ze Skopje byla vedena do Kosova a ukočena až v Kosovské Mitrovici. Jednalo se o první trať na území Kosova. Trať vznikala zpočátku jako jižní úsek tzv. Orientální železnice, jejíž výstavba měla spojit Vídeň a Istanbul, dvě hlavní města velkých říší (Rakousko-Uherska a Osmanské říše). Její výstavbu financovala společnost Compagnie gènèrale pour exploatation des chemines de fer de la Turquie d'Europe, jejímž hlavním vlastníkem byl baron Moris Hirsch. Výstavba trati umožnila lepší ekonomický rozvoj jižní části Kosova, díky železnici se z malé osady stal např. Uroševac skutečným městem.
Trať byla vážným způsobem poškozena během první světové války, nicméně jako prioritní stavba byla rychle obnovena.

## Stanice
- Kosovo Polje
- Donje Dobrevo
- Lipljan
- Konjsko
- Babljak
- Kosin
- Uroševac
- Grlica
- Stari Kačanik
- Stagovo
- Kačanik
- Elez Han
- státní hranice
- Volkovo
- Ǵorče Petrov
- Skopje